# Пропецано (Асколи Пичено)
Пропецано (итал. Propezzano) насеље је у Италији у округу Асколи Пичено, региону Марке.
Према процени из 2011. у насељу је живело 52 становника. Насеље се налази на надморској висини од 893 м.